# Шотландці
Шотландці (шотл. гел. Albannaich, англ. Scots скотс) — народ у Північній Європі, основне населення Шотландії у Великій Британії.

## Чисельність і країни проживання
Загальна чисельність шотландців — бл. 8 млн, з них у Шотландії — 4,45 млн.
Найбільші шотландські діаспори — в США бл. 1 млн, Канаді понад 400 тис., в Австралії бл. 300 тис.

## Етногенез
Складовими шотландського народу стали:
- ірландські колоністи — гели, гойдели, скоти, що переселились на територію майбутньої Шотландії близько 400 року і через деякий час утворили під проводом ірландського вождя Ферґуса Мак Єра (шотл. гел. Fergus Mòr mac Earca) (434–501) державу Дал Ріаду (шотл. гел. Dál Riata) — «уділ гребців» або Аргіл (шотл. гел. Airthir-Ghaidheal) — східні гели.
- пікти, що теж мали державу, завойовану у 845 році Аргілом.
- брити долини річки Клайд — держава Стратклайд, завойована у 944 році.
- англосакси Лотіану (шотл. гел. Lodainn), прилучені до Скотії внаслідок Каргемської битви у 1016 році.

Відбувалось два етногенні процеси: асимиляція піктів гелами і змішання кельтів з англосаксами з перейняттям їхньої мови і утворенням мови скотс — Lallans.

## Духовна культура
1. ↑  E
Carr, Julie (2009). Scotland's diaspora and overseas-born population (PDF). Edinburgh: Scottish Government Social Research. с. 10. ISBN 978-0-7559-7657-7. Архів оригіналу (PDF) за 5 березня 2016. Процитовано 16 липня 2016. [Архівовано 2016-03-05 у Wayback Machine.]